# Xã Manannah, Quận Meeker, Minnesota
Xã Manannah (tiếng Anh: Manannah Township) là một xã thuộc quận Meeker, tiểu bang Minnesota, Hoa Kỳ. Năm 2010, dân số của xã này là 604 người.